# Forum mondiale per l'armonizzazione delle regolamentazioni sui veicoli
Il Forum Mondiale per l'Armonizzazione delle Normative sui Veicoli è un gruppo di lavoro (WP.29, Working Party 29) della divisione Trasporti sostenibili della Commissione economica per l'Europa delle Nazioni Unite (UNECE). È sua responsabilità gestire gli Accordi multilaterali firmati nel 1958, 1997 e 1998 concernenti le prescrizioni tecniche per la costruzione, l'omologazione dei veicoli nonché il loro controllo tecnico periodico, per operare nell'ambito di questi tre accordi per sviluppare e modificare i Regolamenti delle Nazioni Unite, i Regolamenti Tecnici Globali delle Nazioni Unite e le norme delle Nazioni Unite. 
Il WP.29 è stato istituito nel giugno del 1952 come "Gruppo di lavoro di esperti sui requisiti tecnici dei veicoli" (Working Party of experts on technical requirement of vehicles), mentre il suo nome attuale è stato adottato nel 2000. 
All'inizio, il WP.29 aveva un ambito europeo più ampio. Dal 2000, l'ambito globale di questo forum è stato riconosciuto data la partecipazione attiva di Paesi di tutti i continenti. 
Il forum si occupa dei regolamenti riguardanti la sicurezza dei veicoli, la protezione dell'ambiente, l'efficienza energetica e la sicurezza verso i furti dei veicoli stessi. 
Questo lavoro influenza di fatto la progettazione dei veicoli e facilita il commercio internazionale.

## Accordo del 1958
Il fulcro del lavoro del Forum si basa sull' "Accordo del 1958", formalmente intitolato "Accordo concernente l'adozione di prescrizioni tecniche uniformi per veicoli a ruote, attrezzature e parti che possono essere montati e/o utilizzati su veicoli a ruote e le condizioni per il reciproco riconoscimento delle approvazioni rilasciate sulla base di queste prescrizioni "(E/ECE/TRANS/505/Rev.2, modificata il 16 ottobre 1995). Ciò costituisce un quadro giuridico in cui i paesi partecipanti (parti contraenti) concordano una serie comune di prescrizioni tecniche e protocolli per l'omologazione di veicoli e componenti. Questi erano precedentemente chiamati "Regolamenti UNECE" o, meno formalmente, "Regolamenti ECE" in riferimento alla Commissione economica per l'Europa. Tuttavia, poiché molti paesi non europei sono ora parti contraenti dell'Accordo del 1958, i regolamenti sono ufficialmente denominati "Regolamenti UNECE". Secondo il principio del riconoscimento reciproco stabilito nell'accordo, le omologazioni di tipo di ciascuna parte contraente sono riconosciute da tutte le altre Parti contraenti.

### Paesi partecipanti

I primi firmatari dell'Accordo del 1958 includono Italia (28 marzo), Paesi Bassi (30 marzo), Germania (19 giugno), Francia (26 giugno), Ungheria (30 giugno), Svezia e Belgio. In origine, l'accordo consentiva la partecipazione solo dei paesi membri ECE, ma nel 1995 l'accordo venne rivisto per consentire la partecipazione dei membri non ECE. I partecipanti attuali includono l'Unione Europea e i suoi paesi membri, nonché membri UNECE non UE come Norvegia, Russia, Ucraina, Croazia, Serbia, Bielorussia, Kazakistan, Turchia, Azerbaigian e Tunisia, e anche territori remoti come Sud Africa, Australia, Nuova Zelanda, Giappone, Corea del Sud, Thailandia e Malesia.
Nel 2016, i partecipanti all'accordo del 1958 sono elencati a seguire, con il relativo codice UN:
| Codice UN | Paese              | Data inserimento  | Note                          |
| --------- | ------------------ | ----------------- | ----------------------------- |
| 1         | Germania           | 28 gennaio 1965   |                               |
| 2         | Francia            | 20 giugno 1959    |                               |
| 3         | Italia             | 26 aprile 1963    |                               |
| 4         | Paesi Bassi        | 29 agosto 1960    |                               |
| 5         | Svezia             | 20 giugno 1959    |                               |
| 6         | Belgio             | 5 settembre 1959  |                               |
| 7         | Ungheria           | 2 luglio 1960     |                               |
| 8         | Repubblica Ceca    | 1 gennaio 1993    | (in precedenzaCzechoslovakia) |
| 9         | Spagna             | 10 ottobre 1961   |                               |
| 10        | Serbia             | 12 marzo 2001     | (in precedenza Yugoslavia)    |
| 11        | Regno Unito        | 16 marzo 1963     |                               |
| 12        | Austria            | 11 maggio 1971    |                               |
| 13        | Lussemburgo        | 12 dicembre 1971  |                               |
| 14        | Svizzera           | 28 agosto 1973    |                               |
| 15        | DDR                |                   | (fino al 1999)                |
| 16        | Norvegia           | 4 aprile 1975     |                               |
| 17        | Finlandia          | 17 settembre 1976 |                               |
| 18        | Danimarca          | 20 dicembre 1976  |                               |
| 19        | Romania            | 21 febbraio 1977  |                               |
| 20        | Polonia            | 13 marzo 1979     |                               |
| 21        | Portogallo         | 28 marzo 1980     |                               |
| 22        | Federazione Russa  | 17 febbraio 1987  |                               |
| 23        | Grecia             | 5 dicembre 1992   |                               |
| 24        | Irlanda            | 24 marzo 1998     |                               |
| 25        | Croazia            | 8 ottobre 1991    |                               |
| 26        | Slovenia           | 25 giugno 1991    |                               |
| 27        | Slovacchia         | 1 gennaio 1993    |                               |
| 28        | Bielorussia        | 2 luglio 1995     |                               |
| 29        | Estonia            | 1 maggio 1995     |                               |
| 31        | Bosnia Erzegovina  | 6 marzo 1992      |                               |
| 32        | Lettonia           | 18 gennaio 1999   |                               |
| 34        | Bulgaria           | 21 gennaio 2000   |                               |
| 35        | Kazakistan         | 8 gennaio 2011    |                               |
| 36        | Lituania           | 29 marzo 2002     |                               |
| 37        | Turchia            | 27 febbraio 1996  |                               |
| 39        | Azerbaijan         | 14 giugno 2002    |                               |
| 40        | Macedonia del Nord | 17 novembre 1991  |                               |
| 42        | Unione europea     | 24 marzo 1998     |                               |
| 43        | Giappone           | 24 novembre 1998  |                               |
| 45        | Australia          | 25 aprile 2000    |                               |
| 46        | Ucraina            | 30 giugno 2000    |                               |
| 47        | Sudafrica          | 17 giugno 2001    |                               |
| 48        | Nuova Zelanda      | 26 gennaio 2002   |                               |
| 49        | Cipro              | 1 maggio 2004     |                               |
| 50        | Malta              | 1 maggio 2004     |                               |
| 51        | Sud Corea          | 31 dicembre 2004  |                               |
| 52        | Malaysia           | 4 aprile 2006     |                               |
| 53        | Thailandia         | 1 maggio 2006     |                               |
| 54        | Albania            | 5 novembre 2011   |                               |
| 56        | Montenegro         | 3 giugno 2006     |                               |
| 57        | San Marino         | 26 gennaio 2016   |                               |
| 58        | Tunisia            | 1 gennaio 2008    |                               |
| 60        | Georgia            | 25 maggio 2015    |                               |
| 62        | Egitto             | 3 febbraio 2013   |                               |

La maggior parte dei paesi, anche se non partecipano formalmente all'accordo del 1958, riconosce i regolamenti delle Nazioni Unite e rispecchia il contenuto dei regolamenti delle Nazioni Unite nei propri requisiti nazionali o consente l'importazione, la registrazione e l'uso di veicoli omologati dall'ONU, o entrambi. Gli Stati Uniti e il Canada (a parte i regolamenti sull'illuminazione) sono le due eccezioni significative; i Regolamenti UN non sono generalmente riconosciuti e i veicoli e le attrezzature conformi alle Nazioni Unite non sono autorizzati per l'importazione, la vendita o l'uso nelle due regioni, a meno che non siano testati per essere conformi alle leggi sulla sicurezza automobilistica della regione, o per un uso limitato non alla guida (es. display per spettacoli automobilistici).

### Omologazione

Due tipi di marcatura UE: in alto - secondo i regolamenti UN, in basso - secondo le direttive CE

L'accordo del 1958 si basa sui principi dell'omologazione e del riconoscimento reciproco. Qualsiasi paese che aderisce all'accordo del 1958 ha l'autorità di testare e approvare il progetto di qualsiasi produttore di un prodotto regolamentato, indipendentemente dal paese in cui è stato prodotto quel componente. Ogni singolo disegno di ogni singolo produttore viene considerato come un tipo individuale. Una volta che un paese in via di adesione concede un'omologazione, ogni altro paese in via di adesione è obbligato a onorare tale omologazione e a considerare quel veicolo o elemento di equipaggiamento per autoveicoli legali per l'importazione, la vendita e l'uso. Gli articoli omologati secondo un regolamento UN sono contrassegnati con una E e un numero, all'interno di un cerchio. Il numero indica il paese che ha approvato l'elemento e altre lettere e cifre circostanti indicano rispettivamente la versione precisa del regolamento rispettata e il numero di omologazione.
Sebbene le omologazioni di tutti i paesi siano giuridicamente equivalenti, esistono differenze reali e percepite nel rigore con cui le normative e i protocolli vengono applicati dalle diverse autorità nazionali di omologazione. Alcuni paesi hanno i propri standard nazionali per la concessione delle omologazioni, che possono essere più rigorosi di quanto richiesto dalle stesse normative ONU. Nell'industria dei ricambi auto, un'omologazione tedesca (E1) o giapponese (E51), ad esempio, è considerata una misura di assicurazione contro il sospetto di scarsa qualità o un'omologazione immeritata, sebbene ciò non sia provato.

### Regolamenti delle Nazioni Unite
Ad oggi ci sono 170 regolamenti UNECE allegati all'Accordo del 1958. Molti dei regolamenti coprono un singolo componente o una singola tecnologia del veicolo. Una lista parziale dei regolamenti che si applicano ai veicoli leggeri per trasporto passeggeri è riportata a seguire:

#### Illuminazione
- R3 - Dispositivi retroriflettenti
- R4 - Illuminazione delle targhe d'immatricolazione posteriori
- R6 - Indicatori di direzione
- R7 - Luci di posizione anteriori e posteriori, luci di arresto e luci di ingombro
- R19 - Fendinebbia anteriori
- R23 - Luci di retromarcia
- R37 - Lampade a filamento (lampadine)
- R38 - Fendinebbia posteriori
- R48 - Installazione di dispositivi di illuminazione e di segnalazione luminosa
- R77 - Luci di parcheggio
- R87 - Luci di marcia diurna
- R91 - Luci di posizione laterali
- R112 - Lampada frontale asimmetrica
- R119 - Luci di svolta
- R123 - Lampade AFS
- R128 - Sorgenti luminose a LED

#### Lampade frontali
- R1 - Proiettori che emettono un fascio anabbagliante asimmetrico e/o un fascio abbagliante, equipaggiati con lampadine R2 o HS1 (sostituite da R112, ma ancora valide per le omologazioni esistenti)
- R5 - Proiettori a fascio lenticolare che emettono un fascio anabbagliante asimmetrico e / o un fascio abbagliante
- R8 - Fari dotati di lampadine alogene a filamento singolo sostituibili (sostituite da R112, ma ancora valide per le omologazioni esistenti)
- R20 - Proiettori che emettono un fascio anabbagliante asimmetrico e / o abbagliante e dotati di lampadine alogene H4 a doppio filamento (sostituite da R112, ma ancora valide per le omologazioni esistenti)
- R31 - Proiettori alogeni sigillati che emettono un fascio anabbagliante asimmetrico e / o un fascio abbagliante
- R45 - Pulitori per fari
- R98 - Proiettori equipaggiati con sorgenti luminose a scarica di gas
- R99 - Sorgenti luminose a scarica di gas da utilizzare in unità di lampade a scarica di gas approvate di veicoli a motore
- R112 - Proiettori che emettono un fascio anabbagliante asimmetrico e/o un fascio abbagliante e dotati di lampadine a incandescenza
- R113 - Proiettori che emettono un fascio anabbagliante simmetrico e/o un fascio abbagliante e dotati di lampadine a incandescenza

#### Strumentazione / Controlli
- R35 - disposizione dei comandi a pedale
- R39 - attrezzatura del tachimetro
- R46 - specchietti retrovisori
- R79 - attrezzatura dello sterzo

#### Resistenza all'impatto
- R11 - chiusure e componenti di fissaggio delle porte
- R13-H - frenata (autovetture)
- R13 - frenata (camion e autobus)
- R14 - ancoraggi delle cinture di sicurezza
- R16 - Cinture di sicurezza e sistemi di ritenuta
- R17 - sedili, ancoraggi dei sedili, poggiatesta
- R27 - triangoli di preavviso
- R42 - dispositivi di protezione anteriore e posteriore (paraurti, ecc.)
- R43 - materiali per vetri di sicurezza e loro installazione sui veicoli
- R94 - Protezione degli occupanti in caso di urto frontale
- R95 - protezione degli occupanti in caso di urto laterale
- R116 - Protezione dei veicoli a motore dall'uso non autorizzato
- R129 - sistemi di ritenuta per bambini avanzati (ECRS)

#### Compatibilità ambientale
- R10 - compatibilità elettromagnetica
- R15 - emissioni e consumo di carburante (sostituito da R83, R84 e R101)
- R24 - misurazione della potenza del motore, emissioni di fumo, omologazione del motore
- R51 - emissioni sonore
- R68 - misura della velocità massima
- R83 - emissione di inquinanti in base ai requisiti del carburante del motore
- R84 - misurazione del consumo di carburante
- R85 - motopropulsori elettrici - misura della potenza netta e della potenza massima di 30 minuti dei motopropulsori elettrici
- R100 - Omologazione dei veicoli elettrici a batteria per quanto riguarda i requisiti specifici per la costruzione, la sicurezza funzionale e l'emissione di idrogeno .[7]
- R101 - misura delle emissioni di anidride carbonica e del consumo di carburante
- R117 - emissioni sonore di rotolamento degli pneumatici

#### Pneumatici e ruote
- R30 - Pneumatici per autovetture e loro rimorchi
- R54 - Pneumatici per veicoli commerciali e loro rimorchi
- R64 - Unità di scorta per uso temporaneo, pneumatici run flat, sistema run flat e monitoraggio pressione pneumatici
- R75 - Pneumatici per motocicli / ciclomotori
- R88 - Pneumatici retroriflettenti per veicoli a due ruote
- R106 - Pneumatici per veicoli agricoli
- R108 - Pneumatici ricostruiti per autovetture e loro rimorchi
- R109 - Pneumatici ricostruiti per veicoli commerciali e loro rimorchi
- R124 - Ruote di ricambio per autovetture

#### Normative sui veicoli automatizzati / autonomi e connessi
- R155 - Sicurezza informatica
- R156 - Aggiornamenti software[8]
- R157 - Sistemi automatici di mantenimento della corsia

## Accordo del 1958
I maggiori produttori non firmatari dell'accordo del 1958 sono gli Stati Uniti, che hanno i propri standard (FMVSS, Federal Motor Vehicle Safety Standards) e non riconoscono le omologazioni delle Nazioni Unite. Tuttavia, sia gli Stati Uniti che il Canada sono parti dell'accordo del 1998. I veicoli e i componenti con specifica UN che non sono conformi anche alle normative statunitensi, pertanto, non possono essere importati negli Stati Uniti senza modifiche sostanziali. Il Canada ha i propri standard per la sicurezza dei veicoli a motore, sostanzialmente simili all'FMVSS degli Stati Uniti, ma il Canada accetta anche fari e paraurti conformi alle Nazioni Unite. L'imminente accordo economico e commerciale globale tra il Canada e l'Unione europea potrebbe vedere il Canada riconoscere più regolamenti delle Nazioni Unite come alternative accettabili ai regolamenti canadesi.

## Differenze normative

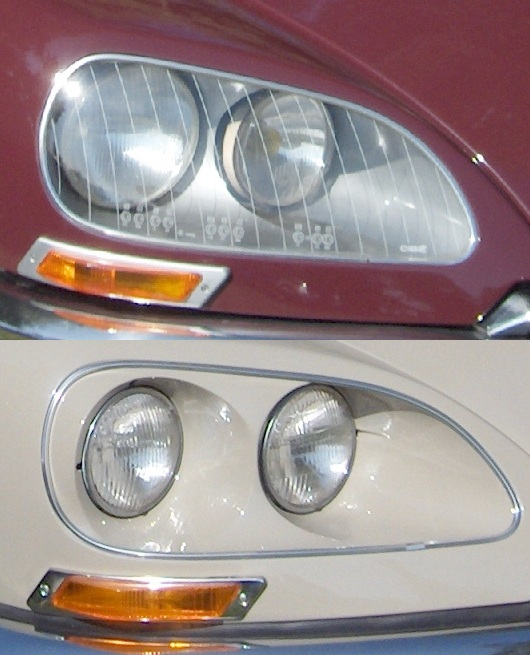
Confronto tra la configurazione dei fari europea (in alto) e statunitense (in basso) su auto Citroën DS di anno simile

Sono presenti alcune differenze tra i regolamenti delle Nazioni Unite e quelle di altri stati, tra quelle più note si ricorda la caratteristica dei proiettori negli Stati Uniti per il design e le prestazioni. La Citroën DS mostrata accanto illustra le maggiori differenze nei fari durante l'era 1940-1983, quando le normative statunitensi richiedevano fari a fascio lenticolare, che erano vietati in molti paesi europei. Un approccio simile era evidente con le luci di posizione laterali obbligatorie degli Stati Uniti.
Al momento non è possibile produrre un unico progetto di automobile che soddisfi pienamente i requisiti sia delle Nazioni Unite che degli Stati Uniti ma sta diventando sempre più facile con l'evoluzione della tecnologia e di entrambi i regolamenti. Date le dimensioni del mercato automobilistico statunitense e le diverse strategie di marketing in Nord America rispetto al resto del mondo, molti produttori producono veicoli in quattro versioni: nordamericana, UNECE con guida a destra, UNECE con guida a sinistra e resto del mondo (per paesi non regolamentati o paesi con una scarsa qualità del carburante sul mercato). 

## Accordo del 1998
L'"Accordo relativo alla definizione di regolamenti tecnici globali per veicoli a ruote, apparecchiature e parti che possono essere montati e/o utilizzati su veicoli a ruote", o Accordo del 1998, è un accordo successivo. A seguito della sua missione di armonizzare le normative sui veicoli, l'UNECE ha risolto le principali questioni (Disposizioni amministrative per l'omologazione contrarie all'autocertificazione e al riconoscimento reciproco delle omologazioni) che impedivano ai Paesi non firmatari dell'Accordo del 1958 di partecipare pienamente alle sue attività.
L'Accordo del 1998 nasce per produrre meta-regolamenti, denominati Global Technical Regulations, senza procedure amministrative per l'omologazione e quindi, senza il principio del reciproco riconoscimento delle omologazioni di tipo. L'accordo del 1998 stabilisce che le parti contraenti stabiliranno, mediante voto consensuale, i regolamenti tecnici globali delle Nazioni Unite (UN GTR) in un registro globale delle Nazioni Unite. I GTR delle Nazioni Unite contengono requisiti di prestazione e procedure di prova armonizzati a livello globale. Ogni UN GTR contiene ampie note sul suo sviluppo. Il testo include una registrazione della logica tecnica, delle fonti di ricerca utilizzate, considerazioni su costi e benefici e riferimenti ai dati consultati. Le parti contraenti utilizzano i loro processi di regolamentazione stabiliti a livello nazionale quando recepiscono i GTR delle Nazioni Unite nella loro legislazione nazionale. L'accordo del 1998 comprende attualmente 33 parti contraenti e 14 GTR delle Nazioni Unite che sono state inserite nel registro globale delle Nazioni Unite. Produttori e fornitori non possono utilizzare direttamente i GTR delle Nazioni Unite poiché sono destinati a servire i paesi e richiedono il recepimento nella legislazione nazionale o regionale.